# Каулерпа чечевицеобразная
Кауле́рпа чечевицеобразная (лат. Caulerpa lentillifera) или морской виноград — вид ульвофициевых зелёных водорослей, растущих в прибрежных районах Азиатско-Тихоокеанского региона. Эта водоросль благодаря своей мягкой и сочной текстуре является одним из самых популярных видов съедобных каулерп. Её традиционно едят в Юго-Восточной Азии, Океании и Восточной Азии. Впервые эту водоросль начали выращивать в коммерческих целях в 1950-х годах на Филиппинах, а в 1968 году — в Японии. Обе страны остаются крупнейшими потребителями C. lentillifera. С тех пор водоросль стали выращивать и в других странах, включая Вьетнам, Тайвань и Китай. C. lentillifera, наряду с C. racemosa, также известны как морской виноград или зелёная икра.

## Описание
Зелёная водоросль. Это сифонная макроводоросль, то есть одна гигантская клетка с несколькими ядрами, которая может вырасти до 30 см в длину. Вместо листьев у водорослей пузырьки, которые лопаются во рту, высвобождая вкус умами.
Температура обитания: +23...+29 °C.

## Коммерческое выращивание
Традиционно C. lentillifera собирали непосредственно в дикой природе. Впервые коммерческое выращивание C. lentillifera началось в 1950-х годах в филиппинской провинции Себу, после случайного заноса C. lentillifera в рыбоводные пруды. В 2020 году на острове Себу имеется около 400 гектаров прудов, которые производят около 12-15 тонн свежей C. lentillifera в год. Обычно водоросль собирают через два месяца после первой посадки и дальше каждые две недели в зависимости от темпов роста.
В 1986 году коммерческое выращивание началось в Японии, где водоросль выращивали в резервуарах в более тёплых водах Окинавы. С тех пор водоросль начали выращивать в других странах, включая Вьетнам, Тайвань и Китай (в провинциях Фуцзянь и Хайнань). Большая часть продукции предназначена для внутреннего потребления, но часть также экспортируется в Японию.

## Кулинарное использование
Caulerpa lentillifera, наряду с C. racemosa, традиционно употребляется в пищу в кухнях Юго-Восточной Азии, Океании и Восточной Азии. Их почти всегда едят сырыми, отдельно или в салатах. Их описывают как имеющие «вкус океана». Известно, что они богаты йодом.
На Филиппинах C. lentillifera обычно известен как latô или arosep. После промывания в чистой воде его обычно едят сырым в виде салата (ensaladang lato), смешивая с рубленым сырым луком-шалотом и свежими помидорами, и заправляют смесью рыбного соуса или багунга (рыбной пасты) и уксуса. Блюдо из-за миграции народов баджао также стало популярным в малайзийском штате Сабах (где его название пишется как latok). Водоросль (как latoh) также пользовалась спросом у прибрежных малайских общин на архипелаге Риау и в Сингапуре, пока эти общины не были перемещены вглубь страны в конце XX века.
На Окинаве водоросль известна как umi-budō (яп. 海ぶどう) , что означает «морской виноград», или кубирэцута. Её подают, обмакивая в пондзу, из неё готовят суши, добавляют в салаты или едят просто так.
Caulerpa lentillifera также употребляют в пищу во Вьетнаме, где растение называют rong nho или rong nho biển, что означает «виноградные водоросли»; в Корее, где его называют bada podo (바다포도), что также означает «морской виноград»; и в Индонезии (в частности, на Бали), где его называют bulung.